# Pädagogische Hochschule Halle-Köthen
Die Pädagogische Hochschule Halle-Köthen war eine Hochschule mit Promotionsrecht im Bezirk Halle, seit 1990 in Sachsen-Anhalt, die vornehmlich der Ausbildung von Lehrern für Oberschulen diente. Sie ging 1988 aus der Vereinigung der Pädagogischen Hochschulen in Halle (Saale) und Köthen hervor und wurde 1993 in die Martin-Luther-Universität Halle eingegliedert.

## Pädagogische Hochschule „N.K. Krupskaja“ Halle
Bereits in der Weimarer Republik gab es eine Pädagogische Akademie Halle (Saale) von 1930 bis 1933/34.
Die DDR richtete ab 1950 Institute für Lehrerbildung ein, so auch in Halle (Saale). Im Hohen Weg 4 in Halle-Kröllwitz wurde 1952 das Gebäude des Pädagogischen Instituts, ein weitläufiger schlossartiger Bau, errichtet, der mit Rücksichtnahme auf die Umgebung in einem schlichten Farbton gehalten, aber im Stil der Erbauungszeit mit Werken verschiedener Künstler aus dem damaligen Bezirk Halle verziert war. Ein Element davon ist die davor befindliche Sonnenuhr, die Otto Leibe hier 1952 aufstellte.
1969 wurde das Pädagogische Institut nach der russischen Pädagogin und Revolutionärin Nadeschda Konstantinowna Krupskaja benannt und 1972 zur Pädagogischen Hochschule „N.K. Krupskaja“ erhoben.
Die Hochschule war in folgende Sektionen gegliedert:
- Biologie/Chemie
- Mathematik/Physik
- Polytechnik (ab Ende der 80er Polytechnik/Informatik)
- Marxismus-Leninismus (diente der in der DDR obligatorischen Ausbildung von Hochschulstudenten in diesem Fach)
- Pädagogik/Psychologie/Freundschaftspionierleiterausbildung

Eine Außenstelle in Dessau betrieb einen Vorkurs, der die Hochschulzugangsberechtigung für Absolventen der 10. Klasse innerhalb eines Jahres ermöglichte.

## Pädagogische Hochschule „Wolfgang Ratke“ Köthen
1885 begann der Bau des heutigen Ratke-Gebäudes in der Lohmannstraße in Köthen. 1887 wurde es als „Herzoglich Anhaltisches Landesseminar zu Cöthen“ eingeweiht. Es beherbergte von 1920 bis 1936 die Deutsche Oberschule. 1950 wurde dort ein Institut für Lehrerbildung eingerichtet, das 1963 zum Pädagogischen Institut und 1974 zur Pädagogischen Hochschule „Wolfgang Ratke“ erhoben wurde.

## Pädagogische Hochschule Halle-Köthen
1988 wurde die Pädagogische Hochschule „Wolfgang Ratke“ Köthen mit der Pädagogischen Hochschule „N.K. Krupskaja“ Halle zur Pädagogischen Hochschule „N.K. Krupskaja“ Halle-Köthen vereinigt. Rektor bis war Robert Künstner, der schon die PH Halle seit 1985 leitete. Der Mathematiker Werner Jungk wurde als Verdienter Hochschullehrer der DDR geehrt.
1991 legte die Einrichtung den 1969 verliehenen Ehrennamen ab und nannte sich seitdem nur noch Pädagogische Hochschule Halle-Köthen. Im selben Jahr war die Hochschule Gastgeber der internationalen Reformpädagogik-Konferenz.
Das von 1970 bis 1992 bestehende Institut für Schulpädagogik und Grundschuldidaktik der Pädagogischen Hochschule „Wolfgang Ratke“, danach der Pädagogischen Hochschule Halle-Köthen, ist seit 1993 ein Institut der Martin-Luther-Universität Halle-Wittenberg. Seit dem Wintersemester 1997 befindet sich der Sitz des Instituts in den Franckeschen Stiftungen zu Halle, wie auch die ganze Hochschule 1993 der Martin-Luther-Universität angeschlossen wurde.
Das Ratke-Gebäude in Köthen ging 1997 an die Hochschule Anhalt über und wurde durch das Studienkolleg und das Europäische Fernstudienzentrum im Hochschulverbund Sachsen-Anhalt (EFZSA) genutzt. Seit 2000 nutzt es der Fachbereich Informatik und Sprachen.

## Studium und wissenschaftliches Leben
Die Studiendauer an Pädagogischen Instituten wurde 1955 von zwei auf drei und 1958/59 auf vier Jahre verlängert. Das Studium wurde inhaltlich und ideologisch den Erfordernissen der 1959 neu geschaffenen POS angepasst. Seit 1982 verlängerte sich die Ausbildungszeit um ein weiteres Jahr, das dem großen Schulpraktikum (einem Referendariat vergleichbar) diente. Das Studium wurde in der Regel mit dem akademischen Grad eines Diplomlehrers und der Lehrberechtigung für zwei Fächer abgeschlossen. Der Sektionsstruktur folgend, wurden also vor allem Diplomlehrer für Mathematik und Physik sowie für Biologie und Chemie ausgebildet. Diplomlehrer für Polytechnik (Werken, ESP und TZ) und Freundschaftspionierleiter wurden in den anderen Sektionen herangezogen.
Als höhere akademische Grade konnten der Dr. paed. und der Dr. rer. nat erworben werden, auch die Promotion B zum Dr. sc. war möglich.
Die Hochschule bildete nicht nur Lehrer für Oberschulen aus, sondern ihre Wissenschaftler betrieben auch Forschung im pädagogischen Bereich sowie in den als Schul- bzw. Studienfach gelehrten Wissenschaften. Sie publizierten ihre Ergebnisse sowohl in der von der Hochschule selbst herausgegebenen Wissenschaftlichen Zeitschrift als auch in internationalen Fachzeitschriften und Monographien. Ferner leiteten Wissenschaftler der Hochschule auch Schüler der Abiturstufe an, die in den nationalen Chemieolympiaden erfolgreich waren und sich auf die Internationale Chemieolympiade vorbereiteten.